# Rousson (Gard)
Rousson település Franciaországban, Gard megyében. Lakosainak száma 4437 fő (2022. január 1.). Rousson Allègre-les-Fumades, Les Mages, Saint-Florent-sur-Auzonnet, Saint-Jean-de-Valériscle, Saint-Julien-de-Cassagnas, Saint-Julien-les-Rosiers, Saint-Privat-des-Vieux, Salindres és Servas községekkel határos.

## Népesség
A település népessége az elmúlt években az alábbi módon változott:
| Lakosok száma | 1389 | 2271 | 3164 | 3396 | 3899 | 4034 | 4106 | 4251 | 4325 | 4437 |
|               | 1968 | 1982 | 1990 | 2006 | 2013 | 2015 | 2017 | 2019 | 2020 | 2022 |